# Evinayong
Evinayong is een plaats in Equatoriaal-Guinea en is de hoofdplaats van de provincie Centro Sur. De stad ligt op een heuvel op 630 meter hoogte in het zuidoosten van het gebied Rio Muni.
De St. Jozefs kathedraal is de zetel van het bisdom Evinayong.
De gemeente (Spaans: municipio) telde in 2001 bij de volkstelling 36.521 inwoners; de stad had 7.997 inwoners. De stad is bekend om zijn nachtleven, de markt, de nabijgelegen watervallen en er is een gevangenis. 

## Bekende inwoners
- Benjamín Enzema - Olympisch sprinter, houder van twee nationale atletiekrecords.
- Leandro Mbomio Nsue - Beeldhouwer en politicus